# Tragiscoschema
Tragiscoschema – rodzaj chrząszczy z rodziny kózkowatych. 

## Zasięg występowania
Przedstawiciele tego rodzaju występują we wsch. Afryce od Etiopii i Demokratycznej Republiki Konga na płn. po RPA na płd.

## Systematyka
Do Tragiscoschema należy 7 gatunków:
- Tragiscoschema amabile
- Tragiscoschema bertolonii
- Tragiscoschema cor-flavum
- Tragiscoschema elegantissimum
- Tragiscoschema holdhausi
- Tragiscoschema inerme
- Tragiscoschema nigroscriptum